# تعدد الأبعاد المتساوي
في الرياضيات، وبالأخص في الطوبولوجيا، يعد تعدد الأبعاد المتساوي خاصية للفضاء حيث يكون البعد المحلي هو نفسه في كل مكان.
ويُسمى الفضاء الطوبولوجي X متساوي الأبعاد إذا كان p لكل النقاط في X البعد عند p أي، أن البعد  p(X) يكون ثابتًا. ويعتبر الفضاء الإقليديسي مثالاً للفضاء متساوي البعد. ويترك الاتحاد المنفصل لفضاءين X وY (كفضاء طوبولوجي) مختلفي البعد مثالاً للفضاء غير متساوي البعد.
ويعتبر الصنف الجبري الذي تكون حلقة الإحداثي الخاصة به حلقة كوهن ماكولاي متساوي الأبعاد.